# Знак военного инвалида (Венгрия)
Знак военного инвалида (венг. Hadirokkant jelvény) — венгерская награда, учреждённая регентом Миклошем Хорти 31 марта 1931 года для получивших инвалидность в результате боевых действий.

## Критерии награждения
Основанием награждения считалась утрата 25 и более процентов трудоспособности в результате полученных во время воинской службы ранений либо травм; в том числе усугубившаяся позднее. В случае смерти награждённого, знак переходил его родственникам.
Знак не полагался сдавшимся в плен, а также неамнистированным участникам революционных выступлений 1919 года.

## Описание награды
Знак, изготовлявшийся из позолоченной меди, представлял собой обрамлённый лавровым венком, круглый медальон диаметром 22 мм. Венок снизу перевязан лентой. В верхней части знака расположено изображение короны святого Иштвана, в центральной — буквы HR (Háború Rokkantság, военный инвалид).

### Правила ношения
Полноразмерный знак носился на левой стороне груди, в том числе и на гражданской одежде, а его миниатюра могла крепиться к лентам медалей.